# Gunnar Kanevad

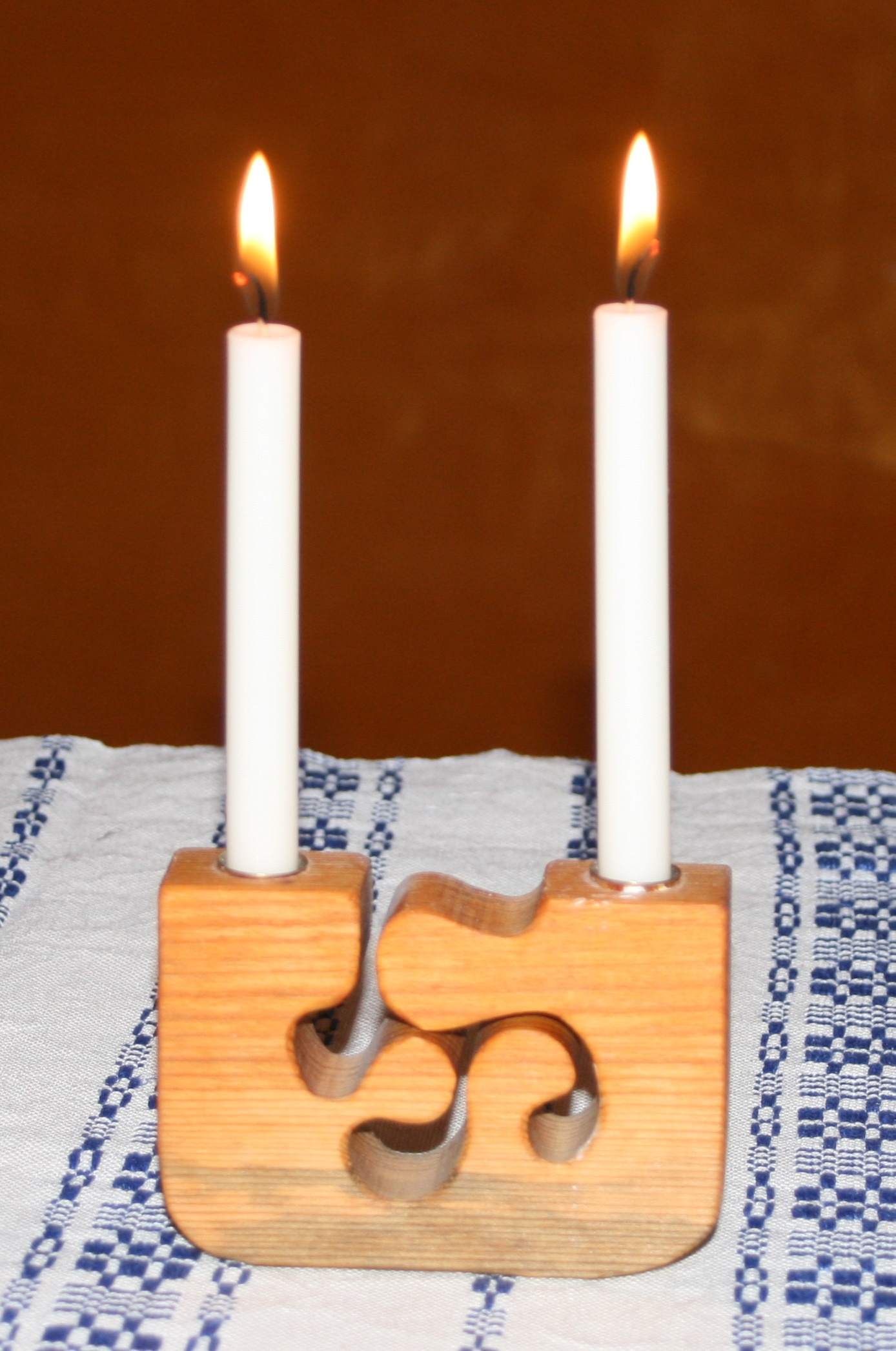
Ljusstake i figursågat trä, en typisk skapelse av Kanevad

Nils Gunnar Birger Kanevad, (urspr. Karlsson), född 6 maj 1930 i Horn i Östergötland, död 2 november 2019 i Vreta Kloster, var en svensk konsthantverkare.
Kanevad var som konstnär autodidakt. Han arbetade främst i figursågat trä och drev "Träsnideriet" med tillhörande butik i Gamla Linköping.
Bland hans offentliga arbeten märks utsmyckningen för SPP, Utö Wärdhus, Gyllenforsskolan i Gislaved, Regionsjukhuset i Linköping, Vnukovo flygplats i Moskva och Postens regionförvaltning i Linköping.
Kanevad är representerad vid Nationalmuseum, Östergötlands läns landsting, Västmanlands läns landsting och i H M Konung Gustaf VI Adolfs samling.